# تاكانوري هوشينو
تاكانوري هوشينو (星野貴紀 هوشينو تاكانوري) هو مؤدي أصوات ياباني ولد في 8 مايو 1980 في محافظة توتشيغي.

## أدواره في الأنمي

### مسلسلات أنمي تلفزيونية
- جان x سورد - فان
- جت باكرز - شيدو فويوكي
- آيشيلد 21 - كازوكي جومونجي
- يوغي يو فايف ديز - جاك أطلس
- يوغي يو ارك فايف - جاك أطلس
- حجرة أبحاث RD - إيشيو
- زومبي-لون - ساواتاري أوتسو
- نايت رايد 1931 - ناتسومي كاغيا
- حفيد نوراريهيون - شويه
- حفيد نوراريهيون: عاصمة العفاريت - شويه
- وولفرين - فاداكا
- C - كاواشيما
- أن-غو - كيغيهيكو ساسا
- ماغي: The Labyrinth of Magic - زرمد
- كرة سلة كوروكو - كاتسونوري هاراساوا
- هجوم العمالقة - ميتابي يارناخ
- هجوم العمالقة: الثانوية - ميتابي يارناخ
- بينغ بونغ - أوتا
- سيراف النهاية: معركة ناغويا - تارو كاغياما
- نوراغامي ARAGOTO - كوغاها
- مدينة مدارس القتال أستريسك - ليستر ماكفيل
- هايكيو!! - نوبويوكي كاي
- هايكيو!! الموسم الثاني - نوبويوكي كاي
- كابانيري الحصن الحديدي - ساهاري
- أنا ساكاموتو - كوهيه
- غارو: القمر القرمزي - فوجيوارا نو ياسوماسا

### أفلام أنمي
- يوغي: روابط تتخطى الزمن - جاك أطلس
- حديقة الكلمات - أستاذ إيتو

## أدوارها في ألعاب الفيديو
- هايكيو!! رابط! طلة القمة!! - نوبويوكي كاي

## أدواره في الدبلجة اليابانية
- السرعة والغضب: قيادة طوكيو - موريموتو
- رجل من حديد - كلارك كينت/سوبرمان

## وصلات خارجية
- تاكانوري هوشينو على موقع IMDb (الإنجليزية)
- تاكانوري هوشينو على موقع ميوزك برينز (الإنجليزية)
- تاكانوري هوشينو على موقع ميوزك برينز (الإنجليزية)
- تاكانوري هوشينو على موقع قاعدة بيانات الفيلم (الإنجليزية)
- تاكانوري هوشينو على موقع كينوبويسك (الروسية)
- تاكانوري هوشينو على موقع ANN person (الإنجليزية)